# Shayne Wright
Shayne Wright (* 30. Juni 1975 in Welland, Ontario) ist ein ehemaliger deutsch-kanadischer Eishockeyspieler (Verteidiger). In den Jahren 1998/99 spielte er für die kanadische Nationalmannschaft und hatte insgesamt 48 Einsätze. Der geborene Kanadier hat die deutsche Staatsangehörigkeit angenommen und spielte in der deutschen Eishockeynationalmannschaft.

## Karriere
Bevor er sich dem Eishockey zuwandte spielte er Lacrosse und wurde kanadischer Juniorenmeister. Doch schließlich entschied sich der 183 cm große und 94 kg schwere Blueliner für die kanadische Nationalsportart und begann seine Juniorenkarriere 1992 bei den Owen Sound Platers in der Ontario Hockey League.
Hier lieferte er eine gute Rookiesaison ab und verbuchte neun Tore und 30 Punkte. Außerdem zeigte er, dass er ein sehr physischer Spieler ist, und kam auf 101 Strafminuten in seinen 62 Spielen. Nach diesem guten Start blieb er zwei weitere Jahre, bis 1995 in der OHL und bei den Platers. Insgesamt kam er auf 189 Spiele, 32 Tore, 127 Punkte und 310 Strafminuten, sowie in den Playoffs auf 27 Spiele, vier Tore und 23 Punkte bei 43 Strafminuten.
All dies brachte die Buffalo Sabres dazu, ihn in der elften Runde beim NHL Entry Draft 1994 an Position 277 zu ziehen. Schon während seiner letzten Juniorensaison gab er auch sein Debüt in der American Hockey League bei den Rochester Americans, wo er in vier Spielen eine Vorlage verbuchen konnte. Richtig startete er seine Profi-Karriere dann 1995/96, ebenso bei den Americans, und blieb dem Team insgesamt drei Jahre treu. Bis 1998 spielte er 198 Saisonspiele, in denen er neun Tore und 65 Punkte bei immerhin 345 Strafminuten verbuchen konnte. Hinzu kamen 19 Playoffspiele mit zwei Toren, acht Punkten und 14 Strafminuten. Den größten Erfolg seiner Zeit in Rochester konnte er dabei direkt in seiner Rookie-Saison 1995/96 feiern, als die Americans den Calder Cup, die Meisterschaft der AHL, erringen konnten.
Er entschloss sich neue Erfahrungen im Team Kanada zu sammeln und mit diesem für eine Saison durch die Welt zu touren. Hier kam er insgesamt auf 48 Spiele mit sieben Toren, 16 Punkten und 52 Strafminuten. Doch schon vor Saisonende hatte er einen neuen Verein, diesmal in Europa gefunden. Für die ZSC Lions spielte er sieben Partien mit einem Tor, drei Punkten, 20 Strafminuten und der glänzenden Plus/Minus-Statistik von +9, sowie ebenfalls sieben Playoffspiele mit zwei weiteren Assists und zehn Strafminuten, allerdings diesmal mit einer Plus/Minus-Bilanz von −4. An diesem Punkt wurde der ehemalige KEV-Coach Doug Mason auf den ihn aufmerksam und holte ihn zu den Krefeld Pinguinen.
Hier entwickelte er sich zu einem der besten Verteidiger des Teams, wenn nicht gar der Liga. In der Saison 1999/2000 kam er in 55 Spielen auf neun Tore, 23 Punkte und +13 bei 172 Strafminuten. Seine besten Spiele machte er dann in den Play-offs, wo allerdings auch seine zwei Tore und vier Punkte in vier Spielen – immerhin war er damit als Verteidiger KEV-Topscorer – das Ausscheiden nicht verhindern konnten. In der folgenden Saison, die durch viele Probleme im Team gekennzeichnet war, konnte er dann diese Leistung nicht wiederholen und wechselte nach 59 Spielen, sechs Toren, 18 Punkten und −6 nach Kassel.
Der zweijährige Aufenthalt in Kassel mit 103 Spielen, zehn Toren, 45 Punkten, 179 Strafminuten und +11, sowie in den Playoffs weiteren elf Spielen, einem Punkt, −3 und sechs Strafminuten, geriet zur Episode und schon früh unterzeichnete er erneut einen Zweijahresvertrag mit den Krefeld Pinguinen. Gemeinsam mit Justin Kurtz sollte er die Offensive von hinten aufbauen und helfen, Dan Lambert, Mario Doyon und Christian Ehrhoff zu ersetzen. Nur zwei Tore und elf Punkte aus 52 Partien waren offensiv seine schwächste Saison – auch weil er über weite Strecken verletzt spielte – in einem Pinguine-Team, das einfach nicht zueinander passte und viele Probleme hatte. Immerhin war seine Plus/Minus-Statistik mit +1 die beste aller KEV-Verteidiger.
In der vergangenen Saison, jetzt als deutscher Staatsbürger, startete er die hervorragende Saison. Zu Saisonbeginn gehörte er regelmäßig zu den Topspielern und war bester Verteidiger. Wie gut seine Leistungen über die Saison waren lässt sich auch daran ersehen, dass er in der Deutsche Eishockeynationalmannschaft|deutschen Nationalmannschaft debütieren konnte und nach über einem Monat Verletzungspause erst im allerletzten Moment von Bundestrainer Greg Poss aus dem WM-Kader für 2005 gestrichen wurde.
Sein Vertrag bei den Krefeld Pinguinen lief bis zum Ende der Saison 2005/06, aufgrund einer Erkrankung kam er jedoch in der Saison auf nur sechs Einsätze. Zur Saison 2006/07 unterschrieb er einen Vertrag bei den Eisbären Regensburg.
Aber auch in Regensburg fand er nicht zu alter Stärke zurück und kam bei 36 Spielen auf nur drei Tore und neun Punkte. 2007 beendete Shayne Wright seine Profikarriere.

## Erfolge und Auszeichnungen
- 1996 Calder-Cup-Gewinn mit den Rochester Americans
- 2005 Teilnahme am DEL All-Star Game

## Karrierestatistik
(Legende zur Spielerstatistik: Sp oder GP = absolvierte Spiele; T oder G = erzielte Tore; V oder A = erzielte Assists; Pkt oder Pts = erzielte Scorerpunkte; SM oder PIM = erhaltene Strafminuten; +/− = Plus/Minus-Bilanz; PP = erzielte Überzahltore; SH = erzielte Unterzahltore; GW = erzielte Siegtore; 1 Play-downs/Relegation; Kursiv: Statistik nicht vollständig)